# Miguel Luis Amunategui
Miguel Luis Amunategui (Santiago del Cile, 1828 – 1888) è stato uno scrittore cileno.
Nei suoi libri si dedicò ad una fedele ricostruzione storica della politica e della religione del Cile nel corso dei secoli.

## Opere
- Biografía del general Borgoño (1848)
- La reconquista española: apuntes para la historia de Chile : 1814-1817 (junto con su hermano Gregorio Victor Amunátegui) (1851)
- Títulos de la República de Chile a la soberanía y dominio de la estremidad austral del continente americano (1853)
- Una conspiración en 1780 (junto a su hermano) (1853)
- La dictadura de O'Higgins (1853)
- Biografías de americanos (1854)
- De la instrucción primaria en Chile: lo que es, lo que debería ser (1856)
- Compendio de la historia política y eclesiástica de Chile (1856)
- Geografia de la juventud de Sud-América : redactada según los mejores tratados modernos y muy esmerada en la parte relativa a las repúblicas hispano-americanas, principalmente la parte de Chile (1856)
- Juicio crítico de algunos poetas hispano-americanos (1861)
- Descubrimiento y conquista de Chile (1862)
- La cuestión de límites entre Chile y Bolivia (1863)
- Los precursores de la independencia de Chile (1870)
- La Encíclica del Papa León XII contra la independencia de la América española (1874)
- La crónica de 1810 (1876)
- El terremoto del 13 de mayo de 1647 (1882)
- Vida de don Andrés Bello (1882)
- Vida del general don Bernardo O"Higgins : (su dictadura, su ostracismo) (1882)
- Corona fúnebre a la memoria del señor Benjamín Vicuña Mackenna (1886)
- Acentuaciones viciosas (1887)
- Memorias científicas y literarias : lengua castellana : acentuaciones viciosas (1887)`
- Estudios sobre instrucción pública. 3 vols. (1897-1898)